# Mittagspause auf einem Wolkenkratzer
Mittagspause auf einem Wolkenkratzer (englisch Lunch atop a Skyscraper) ist ein Werbe-Foto, das 1932 während der Entstehung des Rockefeller Centers beim Bau des Gebäudes aufgenommen wurde. Das Foto wurde möglicherweise von Charles C. Ebbets erstellt. Nach Veröffentlichung eines Films von 2012 zur Entstehungsgeschichte der Photographie wird dessen Titel Men at Lunch auch häufiger für das Foto selbst verwendet.
Das Foto zeigt elf Männer, die auf einem Stahlträger ihre Mittagspause machen, hoch über Manhattan. Die Beine baumeln nicht frei, sondern scheinen wie auf einer Ebene abgestellt. Um die Personengruppe ist eine auffällige Aufhellung zu erkennen; aufgrund dieser Aspekte wurde mehrfach diskutiert, ob es sich um eine Fotomontage handelt. Die Brüder Seán und Eamonn Ó Cualáin behaupteten jedoch 2012 in ihrem Dokumentarfilm Men At Lunch, sie hätten das Original-Glasplattennegativ entdeckt und damit die Echtheit nachgewiesen.
Das Bild entstand am 29. September 1932 und erschien kurze Zeit später im New York Herald Tribune. Es wurde vom 69. Stock des Gebäudes mehr als 250 m über dem Erdboden aufgenommen.

## Gebäude und Fotograf
Das Gebäude, auf dem es entstand, heißt seit 2015 Comcast Building (Comcast-Gebäude). 
Irrtümlich wurde das Foto lange Zeit Ebbets Kollegen Lewis Hine zugeschrieben, der 1930 den Auftrag erhalten hatte, den Bau des Empire State Buildings photographisch zu begleiten. Im Jahr 2003 wurde nach Recherchen im Bettmann-Archiv das Bild Charles C. Ebbets zugeordnet. Dies wird jedoch wiederum bezweifelt.
Die Bauarbeiten unter Leitung von John D. Rockefeller dauerten von 1931 bis 1940; das Rockefeller Center umfasst heute 21 Hochhäuser.

## Personen auf dem Foto
Viele Stahlarbeiter, die New Yorks Skyline mitgestaltet haben – eventuell auch einige auf dem Foto – gehörten zum Stamm der nordamerikanischen Mohawk-Indianer. Die Mohawks sind sehr stolz auf ihre Tradition als „Skywalker“, die inzwischen sechs Generationen zurückreicht. Mohawk-Indianer bauten das Empire State Building, das RCA Building, das Daily News Building und viele andere mehr.
Als gesichert gilt die Identität zweier Arbeiter, da diese auf weiteren Photographien vom selben Tag erkennbar sind und dort mit Namen notiert wurden. Einem entsprechenden Bericht der New York Times von 2012 zufolge heißt der dritte Mann von links Joseph Eckner, der dritte von rechts (neunter von links) Joe Curtis. Im Dokumentarfilm Men at Lunch (2013) wurden weitere Männer identifiziert. Diesem zufolge sind der erste Mann von links mit Zigarette Matty O’Shaughnessy und der letzte in der Reihe mit der Flasche Sonny Glynn, beide aus dem County Galway in Irland. Auch der vierte Mann von links soll ein Ire namens Michael Breheny sein, während der fünfte, Albin Svensson, aus Välasjö in Schweden und der sechste, der Mohawk-Indianer Peter Rice, aus Kahnawake in Kanada stammen sollen. Der achte und der neunte Mann sollen die Iren Francis Michael Rafferty und Stretch Donahue sein. Beim elften Arbeiter könnte es sich auch um Gusti Popovič, einen Slowaken aus der damaligen Tschechoslowakei handeln.
Nach einem älteren Bericht der irischen Zeitung Galway Independent wurden folgende Identitäten der Männer von deren Nachkommen oder Bekannten mitgeteilt. Von links beginnend, wäre der erste Stahlarbeiter Matty O’Shaughnessy aus dem County Galway. Der dritte Mann wurde identifiziert als Austin Lawton aus King’s Cove, Neufundland, aber auch als Sheldon London aus New York und zudem als Ralph Rawding aus New York. Der fünfte Mann soll Claude Stagg aus Catalina, Neufundland sein. Der sechste Mann ist nach den Angaben des Ehemanns einer Nichte John Johansson aus Okome in Schweden, das in der Nähe von Albin Svenssons Herkunftsort liegt. Nach anderen Angaben soll der Mann John Patrick Madden heißen. Der siebte Mann wurde von dessen Tochter als John Doucette erkannt. Ein Neffe erkannte in der achten Person Francis Michael Rafferty, der neunte Mann soll auch sein zeitlebens bester Freund, Stretch Donahue, gewesen sein. Der zehnte Mann Thomas Norton (geboren als Naughton) und Patrick „Sonny“ Glynn, der hier als elfter Mann genannt wird, sollen wie die anderen Iren aus dem County Galway stammen.
Resting on a Girder (dt. Ausruhen auf einem Träger) ist ein weiteres Foto, das Ebbets am selben Tag gemacht hat und das vier der elf Stahlarbeiter liegend auf demselben Stahlträger zeigt.

## Bildhintergrund
Im Hintergrund des Bildes ist Manhattan mit dem Central Park zu sehen. Der Blick geht vom heutigen GE Building nach Norden. Im unteren Bereich des Bildes sind einige Gebäude zu erkennen, die teilweise heute noch stehen, so erhebt sich der Wolkenkratzer des Warwick New York Hotels unterhalb des vierten Mannes von rechts. Links dahinter befindet sich der Kuppelbau des New York City Centers, davor das heutige Blakely New York Hotel. Auch die links davon stehenden Gebäude sind heute noch erhalten. Hinter dem sechsten Mann von links ist der Schriftzug des Essex Houses zu sehen, das 1931 eröffnet wurde.

## Rezeption
Das Motiv wurde vielfach zitiert, z. B. durch die Minions in Ich – Einfach unverbesserlich 2 oder bei dem Denkmal Refugiados in Madrid.